# Albert David-Sauvageot
Albert David-Sauvageot, né à Saint-Claude le 4 mai 1856, mort le 28 octobre 1899 à Paris, était un agrégé de lettres et professeur de rhétorique du Collège Stanislas. Il est l'auteur d'études littéraires et d'ouvrages pour la jeunesse.

## Biographie

### Origine
Il est le fils de François Félix Louis David, fabricant d'objets de Saint-Claude et de Catherine Suzanne Sauvageot. Il épouse, le 4 mai 1884, à Saint-Claude, Henriette Baudrillart, qui est la sœur du cardinal Alfred Baudrillart.

### Normalien
Il rentre au Collège de Saint-Claude, où le proviseur est l'abbé Léopold Follioley. Remarqué par ce dernier, il l'emmene avec lui tout d'abord au collège de Lesneven, puis au lycée de Laval. Il rejoint ensuite le Collège Stanislas, dirigé par l'abbé Louis de Lagarde. Élève brillant, il rejoint ensuite l'école normale supérieure en 1878, il est reçu en 1881 à l'agrégation de grammaire, et en 1882 à l'agrégation de lettres.

### Professeur
Il enseigne ensuite au Lycée de Laval pendant trois ans.Il épouse la sœur d'Alfred Baudrillart. Il arrive à Paris en 1884, était chargé d'une classe de seconde, puis d'une rhétorique au Collège Stanislas. Il dirige en 1894 la rhétorique supérieure.
Il reçoit le Prix Montyon en 1890 pour Le réalisme et le naturalisme dans la littérature et dans l'art.

## Publications
- Le réalisme et le naturalisme dans la littérature et dans l'art, C. Lévy, 1890.
- Ennemis d'enfance, roman pour les adolescents..., illustré par Émile Mas et Auguste Deroy, A. Colin, 1891.
- Monsieur Prévôt, Livre de lecture courante. Culture du sens moral, culture du patriotisme, culture de l'intelligence.. 1 vol. (360 p.). Réforme du certificat d'études, arrêté du 29 décembre 1891, A. Colin , 1894.
- Morceaux choisis des classiques français, réunis et annotés par A. David-Sauvageot, etc. Programme de 1890, A. Colin , 1891-1893[7]
- Collaboration à l'Histoire de la langue et de la littérature française des origines à 1900, Paris, 1896-1900, 8 vol., dirigée par Louis Petit de Julleville.